# Духеров
Духеров (њем. Ducherow) општина је у њемачкој савезној држави Мекленбург-Западна Померанија. Једно је од 89 општинских средишта округа Остфорпомерн. Према процјени из 2010. у општини је живјело 2.710 становника. Посједује регионалну шифру (AGS) 13059021.

## Географски и демографски подаци
Духеров се налази у савезној држави Мекленбург-Западна Померанија у округу Остфорпомерн. Општина се налази на надморској висини од 4 метра. Површина општине износи 63,4 km². У самом мјесту је, према процјени из 2010. године, живјело 2.710 становника. Просјечна густина становништва износи 43 становника/km².